# Agamemnon Channel
Agamemnon Channel är ett sund i Kanada.   Det ligger i provinsen British Columbia, i den sydvästra delen av landet, 3 600 km väster om huvudstaden Ottawa.
I omgivningarna runt Agamemnon Channel växer i huvudsak barrskog. Runt Agamemnon Channel är det mycket glesbefolkat, med 5 invånare per kvadratkilometer.